# Qingshui, Anhui
Qingshui (kinesiska: 清水)  är ett stadsdelsdistrikt i östra Kina. Det ligger i stadsdistriktet Jiujiang i staden Wuhu i provinsen Anhui, omkring 130 kilometer sydost om provinshuvudstaden Hefei. Antalet invånare är 36 464. Befolkningen består av 17 908 kvinnor och 18 556 män. Barn under 15 år utgör 12,0 %, vuxna 15-64 år 76 %, och äldre över 65 år 10,0 %.